# Duck River (Parramatta River)
Der Duck River (englisch „Entenfluss“) ist ein Fluss in der australischen Metropole Sydney.

## Verlauf
Der Fluss entspringt in der Vorstadt Birrong und mündet nach etwa sieben Kilometer in Sydneys Stadtteil Silverwater in den Parramatta River.
Der Duck River erhielt seinen Namen im Jahr 1788 aufgrund der vielen Enten in diesem Gebiet.

## Fauna
Neben den namensgebenden Enten (Augenbrauenente, Stockente (eingeführt) und Australente) leben noch zahlreiche andere Vögel in und am Duck River. An den Ufern von South Granville und Auburn wird vor Schlangen gewarnt.
Unter den Säugetieren finden sich neben den Gewöhnlichen Ringbeutlern und den Graukopf-Flughunden auch Tiere aus der alten Welt (Hauskatze, Hausratte und Rotfuchs) daneben wurden auch Reptilien und Lurche gefunden.